# California Bowl
Le California Bowl (plus tard le California Raisin Bowl) est un match d'après saison régulière de football américain de niveau universitaire joué de 1981 à 1991 au Bulldog Stadium de Fresno en Californie.
Il mettait en présence le champion de la Big West (dénommée avant 1988 la Pacific Coast Athletic Association) et le champion de la MAC. 
Durant son existence, il était généralement le tout premier bowl d'après saison à être joué et était considéré comme un des bowl les moins intéressant parce que les équipes qui y participaient faisaient partie des conférences les plus faibles.
L'équipe de Fresno State Bulldogs est celle qui y a été sélectionnée le plus souvent (5 des 11 matchs). Elle a gagné 4 reprises.
Le Conseil consultatif de la société California Raisin achète les droits du nom du bowl en 1988.
En 1992, après avoir perdu sa certification auprès de la NCAA, l'événement déménage vers Las Vegas dans le Nevada conservant les liens avec la Big West et la MAC. Il est alors renommé le Las Vegas Bowl lequel perdure encore aujourd'hui.
Il ne faut pas confondre ce bowl avec le Raisin Bowl aussi joué à Fresno mais de 1946 à 1949.

## Le palmares
| Dates            | Vainqueurs                | Vainqueurs | Perdants                   | Perdants | MVPs            | MVPs | Assistances | Conférences    |
| ---------------- | ------------------------- | ---------- | -------------------------- | -------- | --------------- | ---- | ----------- | -------------- |
| 19 décembre 1981 | Toledo Rockets            | 27         | San Jose State Spartans    | 25       | Maurice Hall    | (QB) | 15.565      | MAC - PCAA     |
| 18 décembre 1982 | Fresno State Bulldogs     | 29         | Bowling Green Falcons      | 28       | Jeff Tedford    | (QB) | 30.000      | PCAA - MAC     |
| 17 décembre 1983 | Northern Illinois Huskies | 20         | Cal State Fullerton Titans | 13       | Lou Wicks       | (FB) | 20.464      | MAC - PCAA     |
| 15 décembre 1984 | Toledo Rockets *          | 13         | UNLV Rebels                | 30       |                 |      | 21.741      | PCAA - MAC     |
| 14 décembre 1985 | Fresno State Bulldogs     | 51         | Bowling Green Falcons      | 07       | Mike Mancini    | (P)  | 32.554      | PCAA - MAC     |
| 13 décembre 1986 | San Jose State Spartans   | 37         | Miami Redhawks             | 07       | Mike Perez      | (QB) | 10.743      | PCAA - MAC     |
| 12 décembre 1987 | Eastern Michigan Eagles   | 30         | San Jose State Spartans    | 27       | Gary Patton     | (RB) | 24.000      | MAC - PCAA     |
| 10 décembre 1988 | Fresno State Bulldogs     | 35         | Western Michigan Broncos   | 30       | Darrell Rosette | (RB) | 31.272      | Big West - MAC |
| 9 décembre 1989  | Fresno State Bulldogs     | 27         | Ball State Cardinals       | 06       |                 |      | 31.610      | Big West - MAC |
| 8 décembre 1990  | San Jose State Spartans   | 48         | Central Michigan Chippewas | 24       |                 |      | 25.431      | Big West - MAC |
| 14 décembre 1991 | Bowling Green Falcons     | 28         | Fresno State Bulldogs      | 21       |                 |      | 34.825      | MAC - Big West |

La conférence PCAA (Pacific Coast Athletic Association) devient en 1988 la Big West.
* Toledo a perdu ce match mais UNLV ayant utilisé des joueurs non éligibles au cours de la saison régulière, la victoire leur a été attribuée ultérieurement.

## Statistiques par conférences
| Rang | Conférences   | Participations | G-P |
| ---- | ------------- | -------------- | --- |
| 1    | Big West/PCAA | 11             | 6-4 |
| 2    | MAC           | 11             | 4-6 |

## Statistiques par équipes
| Rang | Équipes                    | Participations | G-P |
| ---- | -------------------------- | -------------- | --- |
| 1    | Fresno State Bulldogs      | 5              | 4-1 |
| 2    | San Jose State Spartans    | 4              | 2-2 |
| 3    | Bowling Green Falcons      | 3              | 1-2 |
| 4    | Toledo Rockets             | 2              | 2-0 |
| 5    | Eastern Michigan Eagles    | 1              | 1-0 |
| 5    | Northern Illinois Huskies  | 1              | 1-0 |
| 7    | Ball State Cardinals       | 1              | 0-1 |
| 7    | Cal State Fullerton Titans | 1              | 0-1 |
| 7    | Central Michigan Chippewas | 1              | 0-1 |
| 7    | Miami Redhawks             | 1              | 0-1 |
| 7    | UNLV Rebels                | 1              | 0-1 |
| 7    | Western Michigan Broncos   | 1              | 0-1 |